# فرودگاه لانیگان
فرودگاه لانیگان (به انگلیسی: Lanigan Airport) یک فرودگاه همگانی است که یک باند فرود چمن دارد و طول باند آن ۱۳۴۱ متر است. این فرودگاه در کشور کانادا قرار دارد و در ارتفاع ۵۳۳ متری از سطح دریا واقع شده است.